# Radioåret 1977

## Händelser

### Maj
- 22-26 maj - 1 000 anställda på SR strejkar, och flera program i SR ställs in.[1]

### Oktober
- 18 oktober - Danmarks Radio rings ned för att man spelat Ludwig van Beethovens "hjältemusik" Egmontouvertyr i samband med meddelandet om Baader-Meinhof-medlemmarnas självmord.[1]

### Okänt datum
- Sveriges Lokalradio AB, LRAB, inleder sina sändningar över 24 lokalradiostationer.[2]

## Radioprogram

### Sveriges Radio
- Andra halvan av året - Premiär för Bandverkstan.
- 1 december - Årets julkalender är Tomtar på loftet.[3]
- 10 december - Ateljé Mia, radioteaterpjäs (P1) av Lars Helgesson med regi av Birgitta Götestam.
- 19 december - Våran värld, Åsa Melldahls debutpjäs för radio (P3) i regi av Margita Ahlin. Medverkande: Viveka Seldahl, Christel Körner, Åsa Melldahl och Peter Hüttner.

## Födda
- 24 april – Roger Nordin, svensk radioprogramledare.
- 1 november – Carina Berg, svensk radio- och TV-programledare.

## Avlidna
- 6 juli – Bo Teddy Ladberg, 57, svensk musikradioproducent och TV-programledare.

### Fotnoter
1. 1 2   Horisont 1977. Bertmarks
2. ↑  Radio- och ljudhistoria Sveriges Radio
3. ↑  ”1977, Tomtar på loftet”. Sveriges Radio. http://sverigesradio.se/barn/julkalendrar/1977.stm. Läst 31 augusti 2015.